# Gino Bianco
Luigi Emilio Rodolfo Bertetti Bianco (bolj znan kot Gino Bianco), brazilski dirkač Formule 1, * 22. julij 1916, Milano, Italija, † 8. maj 1984, Rio de Janeiro, Brazilija.

## Življenjepis
V svoji karieri je z dirkalnikom Maserati A6GCM privatnega moštva Escuderia Bandeirantes nastopil le na zadnjih štirih dirkah v sezoni 1952, ko je ob treh odstopih dosegel osemnajsto mesto na dirki za Veliko nagrado Velike Britanije. Umrl je leta 1984.

## Popolni rezultati Formule 1
(legenda) (odebeljene dirke pomenijo najboljši štartni položaj, poševne pa najhitrejši krog, †-uvrščen kljub odstopu)
| Leto | Moštvo                 | Šasija         | Motor               | 1   | 2   | 3   | 4   | 5     | 6       | 7       | 8       | Prv | Toč |
| ---- | ---------------------- | -------------- | ------------------- | --- | --- | --- | --- | ----- | ------- | ------- | ------- | --- | --- |
| 1952 | Escuderia Bandeirantes | Maserati A6GCM | Maserati Straight-6 | ŠVI | 500 | BEL | FRA | VB 18 | NEM Ret | NIZ Ret | ITA Ret | -   | 0   |